# Crazy for Football - Matti per il calcio
Crazy for Football - Matti per il calcio è un film TV del 2021 diretto da Volfango De Biasi, ispirato al suo omonimo documentario del 2016.

## Trama
Viene raccontata la storia di un gruppo di pazienti psichiatrici provenienti da diversi dipartimenti di salute mentale di tutta Italia, uniti da un sogno: quello di partecipare ai mondiali di calcio a 5 per pazienti psichiatrici.
Lo psichiatra Saverio Lulli coinvolge sua figlia Alba, che si occupa dei social, e l'allenatore Vittorio Zaccardi, vedovo e dipendente dal gioco d’azzardo, che guiderà il gruppo di pazienti.
L'obiettivo per ognuno di essi sarà quello di riuscire ad entrare nella rosa finale dei 12 giocatori che parteciperanno al ritiro e, successivamente, al campionato mondiale. 
Per sostenere la partecipazione alla competizione, Lulli ipoteca la sua casa: Luca De Metris, pur stimandolo, gli nega il finanziamento perché crede che un impegno del genere possa solo aumentare lo stress nei pazienti.
Tuttavia la Federazione Italiana Gioco Calcio, nella persona del presidente Gabriele Gravina, gli dà fiducia fornendo alla squadra le maglie ufficiali della Nazionale.
Al torneo, dopo la sconfitta con il Brasile, arrivano due vittorie contro Perù e Francia e una sconfitta in semifinale contro il Giappone. Dopo questa partita, Fabione, che ha sbagliato ben due rigori, dà di matto e viene fermato da due poliziotti in un bar; il ragazzo viene ricoverato nel reparto del dottor De Metris e Saverio si vede costretto a dare spiegazioni alla commissione disciplinare. 
Nel frattempo è in corso la finale per il 3º-4º posto contro la Germania che la squadra di Zaccardi vince per 2-1 e Lulli, che è arrivato a partita in corso e ha ottenuto il finanziamento da De Metris evitando di ipotecare casa sua, viene portato in trionfo.

## Il progetto
Il film prende spunto dal lavoro svolto da Santo Rullo, presidente dell'associazione italiana di psichiatria sociale, ispirato dall’idea dello psichiatra Mauro Raffaeli, la cui storia è raccontata in un altro piccolo documentario autoprodotto, dal nome Matti per il calcio, sempre diretto da Volfango De Biasi in collaborazione con Francesco Trento nel 2004.
L'obiettivo dell'esperimento sociale di Rullo e dei suoi collaboratori, tra cui Enrico Zanchini tecnico della nazionale italiana per la salute mentale, è quello di portare avanti le conquiste della legge Basaglia, tra i cui obiettivi primari vi era quello del reinserimento sociale dei pazienti che hanno subìto trattamenti psichiatrici. Il calcio - in questo specifico contesto - assume una duplice funzione per i pazienti: da un lato una forma di riavvicinamento al proprio ambiente, dall'altro uno spazio dove il rispetto delle regole e dell'altro apre la strada a un vero e proprio recupero sociale.
Dal lavoro svolto con il primo campionato del mondo in Giappone, due anni dopo, si è svolta a Roma la seconda edizione, ribattezzata "Dream World Cup" e vinta dalla Nazionale Azzurra.

## Accoglienza
Il film è stato trasmesso il 1º novembre 2021 su Rai 1, totalizzando 3 143 000 telespettatori pari al 15,9% di share.